# .gs
.gs е интернет домейн от първо ниво за Южна Джорджия и Южни Сандвичеви острови. Администрира се от Atlantis North Ltd и е представен през 1997 г.
.gs е член на CoCCA, група домейни с общ регистър и спорни услуги заедно с .af, .cx, .nf, .ki, .tl, .mn, .dm, и .mu.